# Istoria militară a Canadei în timpul celui de-al Doilea Război Mondial

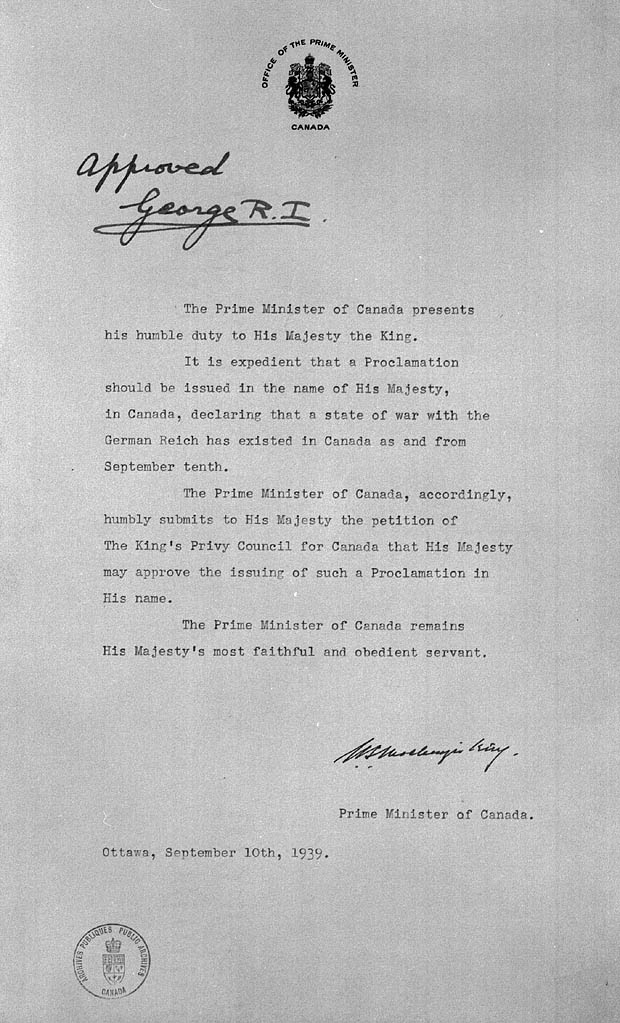
Scrisoarea premierului Mackenzie King adresată regelui George al VI-lea prin care se cerea permisiunea declarării războiului în numele Maiestății Sale împotriva Germaniei, 10 septembrie 1939.

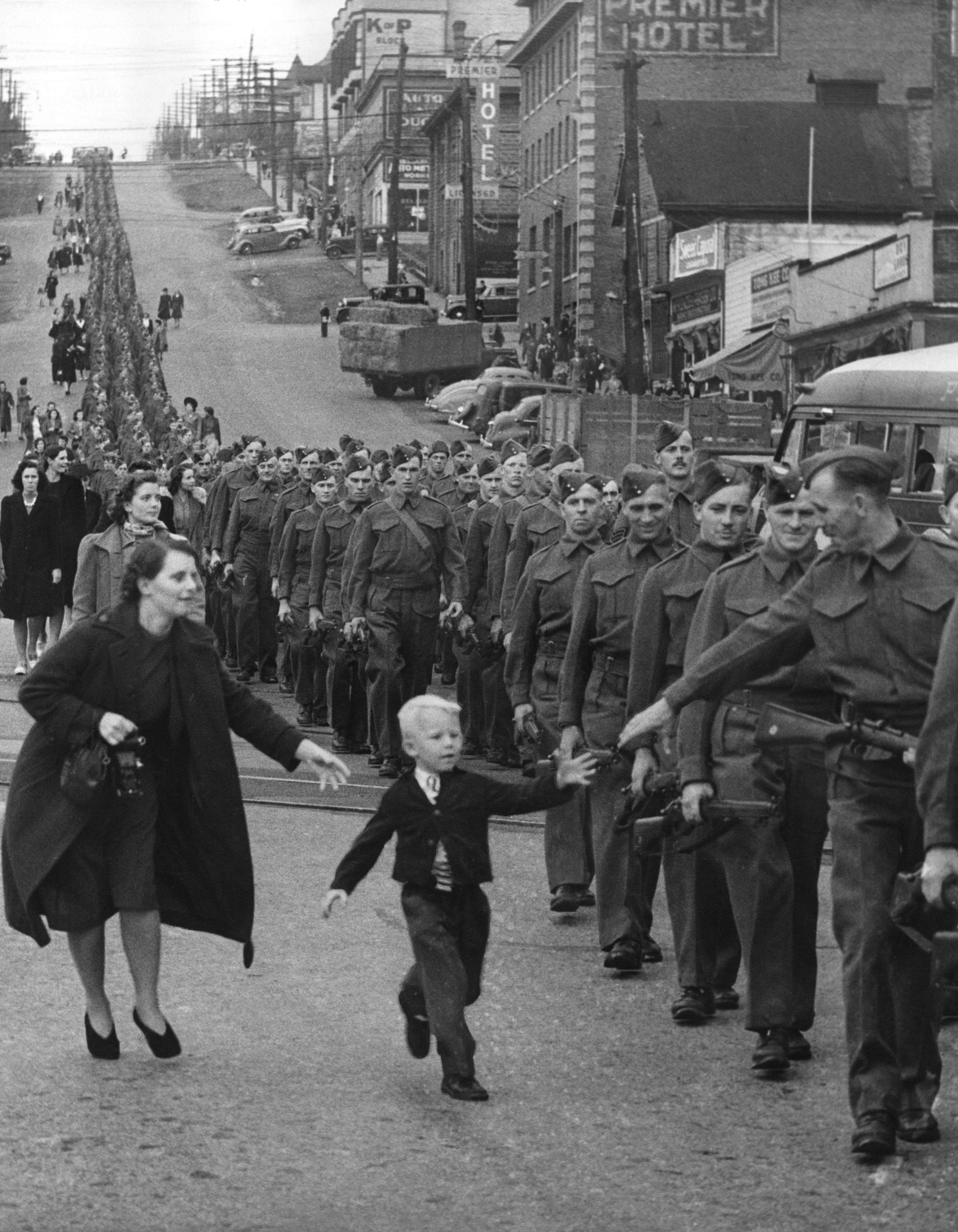
Regimentul „British Columbia Regiment (Duke of Connaught's Own)” mărșăluind prin New Westminster, 1940.

Istoria militară a Canadei în timpul celui de-al doilea război mondial începe cu declarația de război împotriva Germaniei Naziste de pe 10 septembrie 1939 și cuprinde campanii militare de primă importanță precum cea din Italia și Europa de nord. Canada a avut un rol hotărâtor în protejarea rutelor maritime de aprovizionare din Atlanticul de nord și a asigurat un mare volum de transport prin intermediul navelor sale de  marfă (peste 25.000 de traversări ale Atlanticului). Canada a participat de asemenea și la luptele din Pacific pe toată perioada războiului.
La începutul celui de-al doilea război mondial, Canada era cel mai vechi dominion din cadrul  Commonwealthului Britanic. Marea majoritate a canadienilor era împotriva participării țării lor la război. În ciuda acestui fapt, canadienii au participat la luptele celui de-al doilea război mondial alături de britanice datorită asocierii lor în Commonwealth. În ciuda unei populații de doar 12 milioane de locuitori, canadienii au mobilizat o armată foarte numeroasă. După ce rănile provocate de marea criză economică au fost vindecate, participarea la luptele celui de-al doilea război mondial a accelerat transformarea Candei într-o națiune modernă, urbană și industrializată.

## Mobilizarea forțelor
Forțele armate canadiene erau modeste ca număr, echipare și total nepregătite de luptă în 1939, ca urmare a aproape douăzeci de ani de politici ezitante în domeniul apărării. „Permanent Active Militia” (armata regulată permanentă a Canadei) avea doar 4.261 soldați, subofițeri și ofițeri, iar „Non-Permanent Active Militia” (armata de rezerviști) număra aproximativ 51.000 de militari slab pregătiți și antrenați. Începând cu anul 1936 au început să se facă unele încercări pentru modernizarea echipamentelor, dar ritmul aprovizionării era slab, iar guvernul nu dorea să cheltuiască sume foarte mari pentru echiparea unor regimente de tancuri proaspăt create.
Până în cele din urmă însă, forțele armate canadiene au ajuns într-o perioadă relativ scurtă să depășească toate efectivele prevăzute de așa-numitele scheme de mobilizare. De-a lungul războiului, forțele terestre au fost încadrate cu 730.000 de oameni, forțele aeriene cu 260.000, iar marina militară cu 115.000. Mai multe mii de canadieni au luptat în cadrul Royal Air Force.  Pe de altă parte, trebuie spus că cei aproximativ 1,1 milioane de canadieni mobilizați în armată erau proporțional mai puțini decât cei mobilizați în Regatul Unit, Australia sau Noua Zeelandă. Aproximativ o jumătate dintre trupele terestre ale Canadei și circa trei sferturi dintre militarii forțelor aeriene nu au părăsit niciodată țara. Prin comparație, aproximativ trei sferturi dintre militarii mobilizați de SUA, Australia sau Noua Zeelandă au luptat în afara teritoriului național. Cu toate acestea, până la sfârșitul războiului, aproximativ 1,1 milioane de canadieni au fost înrolați în armată. Numărul vaselor marinei militare canadiene a crescut de la numai câteva nave în 1939 la mai mult 400 de vase în scurt timp. Efortul naval canadian a fost hotărâtor pentru apărarea linilor de aprovizionare transatlantice de-a lungul întregului război.
Această situație reflectă, cel puțin parțial, politica lui Mackenzie King de „responsabilitate limitată” și necesarul de forță de muncă în caz de război. De asemenea, ea mai reflectă circumstanțele obiective ale războiului. În condițiile în care Franța fusese învinsă, iar teritoriul ei național ocupat în cea mai mare parte, în vestul Europei nu a  mai existat o un front de vest  cu frontul  din timpul Primului Război Mondial, cel puțin până în momentul debarcării din Normandia din iunie 1944. De asemenea, solicitările de efective pentru fronturile din Africa de Nord și Mediterana erau mai mici și puteau fi asigurate cu ajutorul trupelor britanice și a altor state membre ale Commonwealthului.
Ca urmare, grosul forțelor canadiene din afara granițelor țării nu au fost angajate în lupte regulate până la mijlocul anului 1944. De exemplu, soldații Diviziei I de infanterie canadiene, care era mobilizată în afara granițelor încă din decembrie 1939, au petrecut o bună parte a timpului în care fuseseră mobilizați în Anglia, fără să fie implicați în lupte directe. Pe de altă parte, trupele canadiene staționate în Anglia au asigurat alături de cele britanice apărarea teritoriului Regatului Unit într-o perioadă în care pericolul de invazie a insulelor britanice de către germani a fost cea mai ridicată. În afară de raidul de la Dieppe din august 1942, operațiune care a furnizat  o mare cantitate de informații necesare debarcării din 1944, trupele canadiene nu au mai participat la alte operațiuni majore până la invazia din Sicilia din vara anului 1943.
Raidul de la Dieppe a fost prima operațiune canadiană de amploare. În această operațiune au căzut la datorie 907 soldați, 2.460 au fost răniți, iar 1.874 au căzut prizonieri în mâinile germanilor. După debarcarea din Sicilia, canadienii au participat în mod activ la operațiunile din Italia și au fost printre primii care au intrat în Roma. Pe Ziua Z, 6 iunie 1944, capetele de pod din Normandia au fost create de forțele americane pe plajele Omaha și Utah, de cele britanice pe plajele  Sword și Gold și de cele canadiene pe plaja Juno. În primele zile ale debarcării, Divizia a 3-a de infanterie canadiană a avut cea mai rapidă și adâncă penetrare în teritoriul francez dintre toate trupele aliate. După încheierea cu succes a operațiunilor din Normandia, forțele canadiene și-au îndreptat eforturile spre nord-est, unde au participat la eliberarea Olandei.

## Efortul economic de război

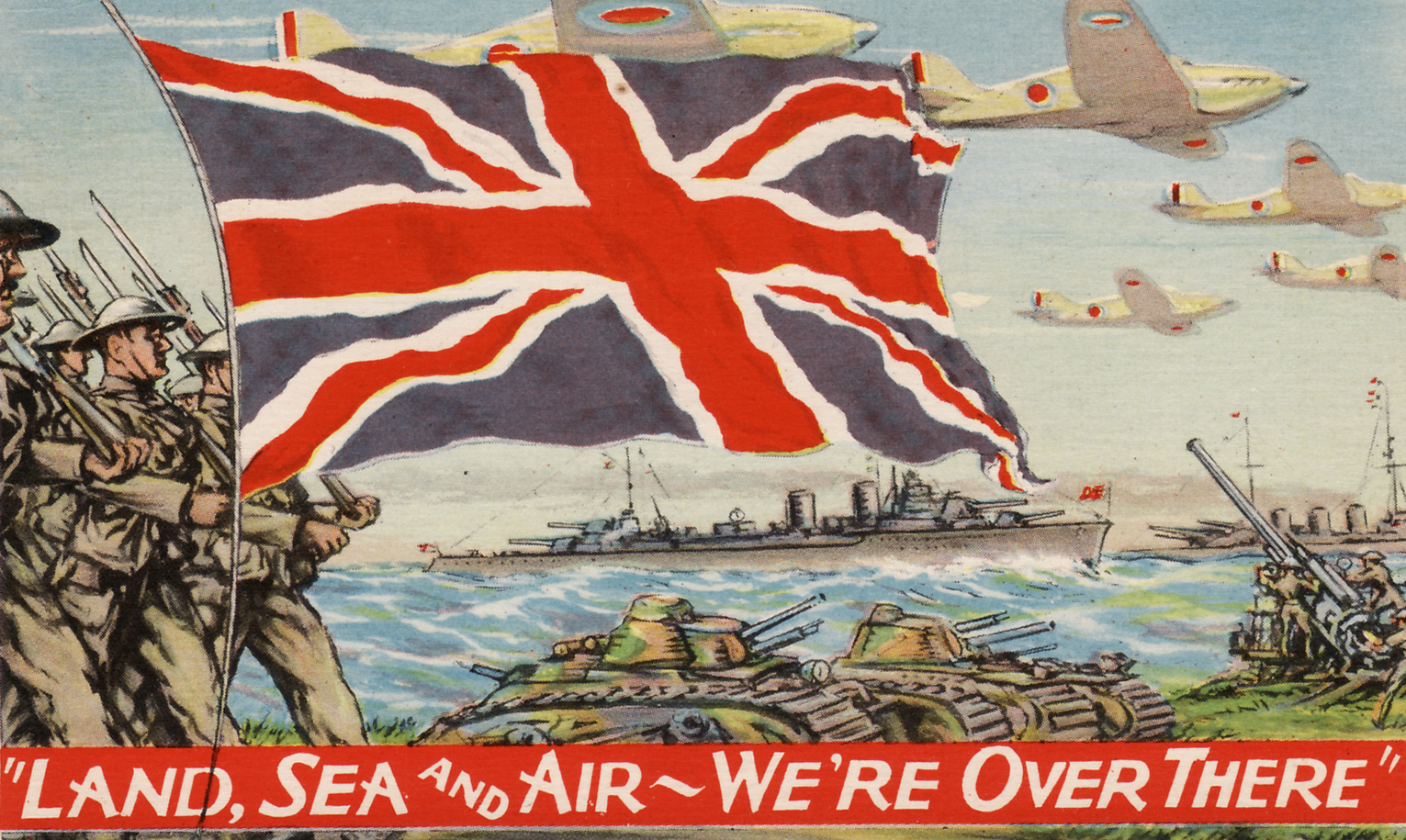
Afis de propagandă, care dorea să demonstreze sprijinul față de britanici, aproximativ 1941

Canada devenise în deceniul al treilea unul dintre marii fabricanți de automobile, odată cu instalarea filialelor mai multor uzine american constructoare de mașini în Ontario.  În 1938, industria constructoare de automomobile din Canada era pe locul patru în lume, în ceea ce privește vehiculele pentru pasageri și cele de transport de marfă, deși o bună parte a capacităților de producție fuseseră închise în timpul Marii crize economice. Toate aceste unități industriale au fost convertite rapid pentru producția de materiale militare, în mod special pentru producerea de vehicule pe pneuri. Producția de astfel de vehicule în timpul războiului a propulsat Canada pe locul doi mondial, după SUA. Producția de camioane a Canadei a fost de aproximativ 800.000 de camioane, mai mare decât producția Germaniei, Italiei și Japoniei la un loc. Filialele canadiene ale Ford și General Motors au produs un vehicul unul dintre cele mai vândute camioane de transport. Aproape o jumătate dintre mașinile de transport britanice au fost produse de fabricile canadiene. Istoricii militari britanici apreciază că producția de vehicule militare a fost cea mai importantă contribuție a Canadei la victoria Aliaților. De asemenea, Canada a produs primul model de tanc mediu „Ram”. Deși nu a fost folosit în acțiuni de luptă, „Ram” a fost utilizat pentru pregătirea personalului, iar, într-o formă modificată, a fost utilizat pe post de transportor blindat pentru trupe de către Regimentul I canadian de transportoare blindate.  În Canada au fost produse aproximativ 14.000 de aparate de zbor, inclusiv bombardiere Lancaster și Mosquito. De asemenea, șantierele navale canadiene au lansat la apă vase militare precum distrugătoare, fregate, corverte și aproximativ 350 de vase comerciale. Canada și-a adus o contribuție foarte importantă la victoria Aliaților prin producția metalurgică: ea a asigurat jumătate din necesarul de aluminiu și 90% din cel de nichel.

## Primele acțiuni militare

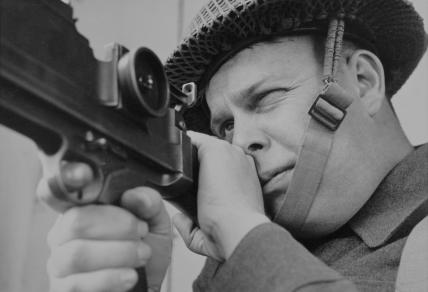
Mitralior canadian

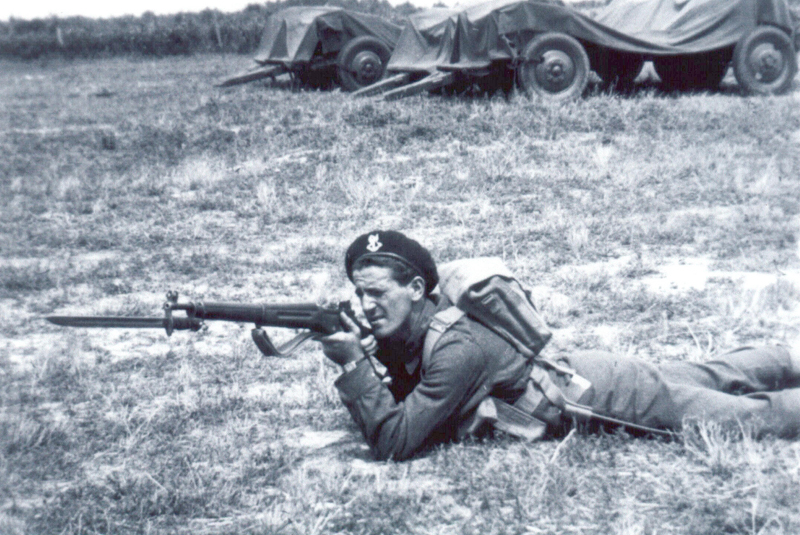
Ben Weider în poziție de tragere, 1942.

Între momentul capitulării Franței din iunie 1940 și cel al invadării URSS de către Germania în iunie 1941, Canada a fost unul dintre principalii furnizori de alimente, arme avioane și materiale militare livrate britanicilor prin intremediul convoalielor navale și podurilor aeriene. De asemenea, piloții canadieni au participat la luptele pentru apărarea Regatului Unit din timpul „bătăliei Angliei” și a „Blitz-ului”. În cazul în care planul invaziei germane în Anglia ar fi avut loc (Operațiunea Leul de mare), unitățile canadiene care formau Corpul I urmau să asigure apărarea capitalei britanice pe aliniamentul Canalul Mânecii – Londra.
Începând din 1939 până încheierea ostilităților în Europa din mai 1945, Marina Regală Canadiană și cea comercială au jucat un rol de primă mărime, în special în timpul bătăliei Atlanticului. Britanicii au organizat în Canada primul centru pentru pregătirea piloților din Commonwealth. Aici au fost pregătiți peste 167.000 de militari ai forțelor aeriene ale Commonwealthului, dintre care aproximativ 50.000 de piloți, antrenați în bazele aeriene canadiene între 1940 și 1945. Mai mult de jumătate dintre acești piloți au fost piloți canadieni care au luptat în Forțele Aeriene Regale Canadiene sau în RAF. O șesime dintre echipajele bombardierelor aliate care au luptat în Europa au fost canadiene. 
Soldații forțelor terestre canadieni au participat la bătălia pentru Hong Kong din 1941 împotriva japonezilor și au participat la dezastruosul raid de la Dieppe din 1942. Trupele canadiene au participat de asemenea și la Campania din Africa de nord. Avioanele și forțele navale canadiene au luptat alături de cele americane împotriva atacurilor submarinelor japoneze împotriva SUA.
După victoria aliaților din Africa de nord, militarii canadieni au participat la debarcarea din Sicilia și la cea din Italia continentală. Militarii canadieni s-au distins de-a lungul întregii participări la campania din Italia. Canadienii au fost primii soldați aliați care au intrat în Roma. În timpul campaniei din Italia, peste 25.000 de soldați canadieni au fost răniți, uciși sau dați dispăruți. 

### Raidul de la Dieppe

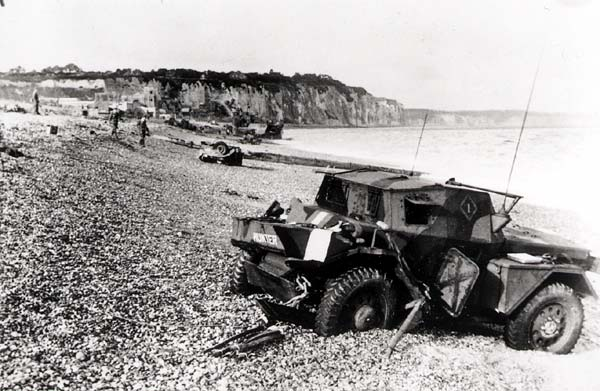
Vehicul ușor de infanterie abandonat pe plajă de aliați după eșecul raidului de la Dieppe

Raidul de la Dieppe (Operațiunea Jubilee) de pe 19 august 1942 a fost o debarcare aliată a aproximativ 5.000 de soldați canadieni și a 1.000 de britanici pe țărmurile Franței ocupate, fiind singura operațiune combinată de amploare desfășurată în Franța mai înainte de debarcarea din Normandia din iunie 1944. Debarcarea a fost un dezastru, în ciuda sprijinului aerian asigurat de avioanele de vânătoare și bombardament și a celui al artileriei navale. În același timp, debarcarea de la Dieppe a furnizat informații valoroase cu privire la necesitatea unor comunicații eficiente între forțele combinate de asalt. La terminarea operațiunii, dintre cei aproximativ 6.000 de militari (în prinicipal canadieni), peste 1.000 au fost uciși, iar alți 2.340 au fost luați prizonieri.
Importanța raidului de la Dieppe este încă subiect de controverse printre cercetătorii și istoricii militari. În vreme ce unii istorici consideră că eșecul de la Dieppe a fost factorul hotărâtor al deciziei aliaților de a nu încerca o debarcare de proporții în zona unui port în Ziua Z, alți istorici atrag atenția asupra faptului că numărul mare de operațiuni amfibii care au avut loc înainte și după raidul de la Dieppe demonstrează că nu s-a tras nicio conculuzie folositoare din această debarcare eșuată.

## Ocuparea Newfoundlandului
Winston Churchill a trimis în 1939 instrucțiuni Comisarului apărării Newfoundlandului, L. E. Emerson, pentru întărirea cooperării cu Canada. De asemenea, premierul canadian Mackenzie King a fost încurajat să treacă la o „invazie prietenească” a Newfoundlandului. Comisarul Emerson a reorganizat mai multe organizații oficiale, precum „Corpul de detectare aeriană”, iar pe altele le-a integrat în unitățile canadiene.
Armata britanică organizase două unități de artilerie în Newfoundlad (regimentele 59 și 166 artilerie de câmp). Regimentul 59 a luptat în Europa de nord, iar Regimentul 166 în Africa de nord. Escadrila 125 (Newfoundland) a luptat în cadrul RAF în apărarea insulelor britanice și a participat la asigurarea sprijinului aerian a forțelor de debarcare în timpul debarcării din Normandia. Au mai fost organizate și alte unități militare, dar ele nu au mai părăsit Newfoundlandul..
Mai multe regimente canadiene au fost încartiruite în localități din Newfoundland de-a lungul războiului. Cel mai cunoscut a fost Regimentul de pușcași regali (The Royal Rifles of Canada) care a staționat la Cape Spear mai înainte de a fi timis să lupte în Hong Kong. În iulie 1941, acest regiment a fost înlocuit de regimentul de infanterie „ Prince Edward Island Highlanders”. Între 1941 și 1942, regimentul de infanterie „ Lincoln & Welland” a avut misiune apărării aeroportului Gander și mai apoi a capitalei St. John's.
Armata canadiană a construit un fortificații la Cape Spear, dotate cu tunuri de calibru mare, destinate respingerii oricărui raid naval german. Mai multe forturi au fost construite pentru apărarea portului St. John's Harbour. Posturi ale atileriei de coastă au fost plasate pe Insula Bell, pentru protejarea traficului naval împotriva atacurilor submarine, și pe Rigolette, pentru protejarea orașului Happy Valley-Goose Bay.
Toți soldații canadieni care și-au desfășurat serviciul militar în Newfoundland în perioada 1939 – 1945, au fost decorați  cu „Medalia Serviciului Voluntar” cu baretă de argint pentru serviciul în afara granițelor naționale. Guvernul din Newfoundland a bătut o medalie proprie în 1978, pentru toți cei care au luptat în forțele Commonwealthului, dar care nu fuseseră decorați cu medalii ale serviciului voluntar.

## Atacuri ale Axei în apele teritoriale canadiene și împotriva Candei continentale
Submarinele Puterilor Axei au efectuat acțiuni de luptă în apele teriotoriale ale Canadei și Newfoundlandului de-a lungul întregii perioade a războiului, scufundând nave militare și comerciale aliate. În 1942 de exemplu, submarinele germane au scufundat patru mineraliere aliate la  Bell Island, Newfoundland. Cargourile americane Saganaga și Lord Strathcona au fost scufundate de U-513 pe 5 septembrie 1942, iar Rosecastle și P.L.M 27 au fost scufundate de U-518 pe 2 noiembrie același an. După ce submarinele germane au atacat docurile din Bell Island, acest port a devenit singura locație din America de Nord atacată în mod direct de forțele germane de-a lungul întregului război. Submarinele germane au acționat și în apele fluviului St. Lawrence. Astfel, submarinul U-69 a atacat feribotul american Caribou pe 14 octombrie 1942. Canada continentală a fost de asemenea atacată de submarinul japonez I-26, care a deschis foc de artilerie împotriva farului Estevan Point de pe insula Vancouver pe 20 iunie 1942. Japonezii au lansat de asemenea „baloane incendiare” împotriva teritoriului Canadei, unele dintre ele atingând provinciile vestice.

## Acțiunile militare din Europa

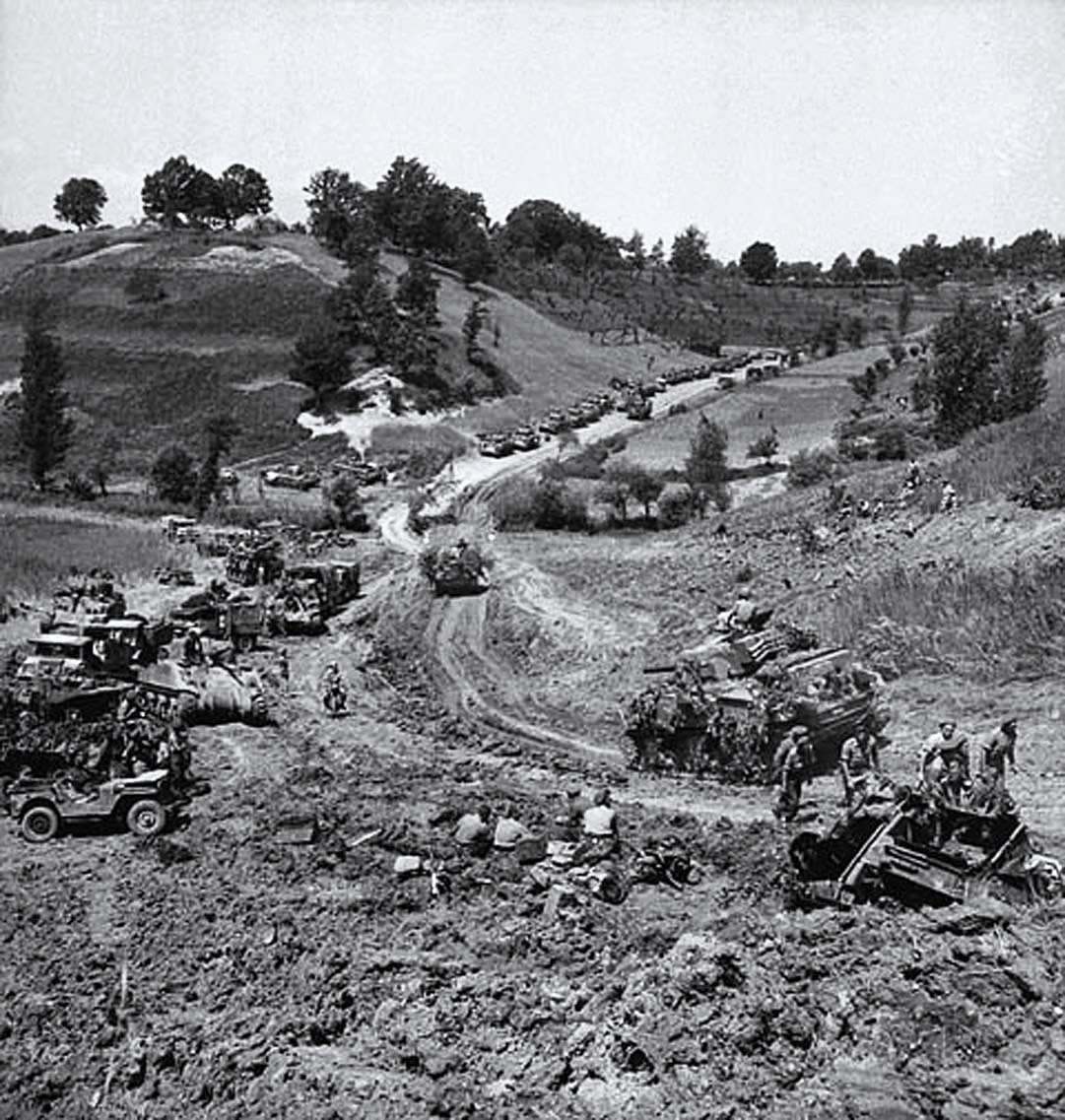
Forțele canadiene din Italia în timpul înaintării de pe linia Gustav Line spre linia Hitler

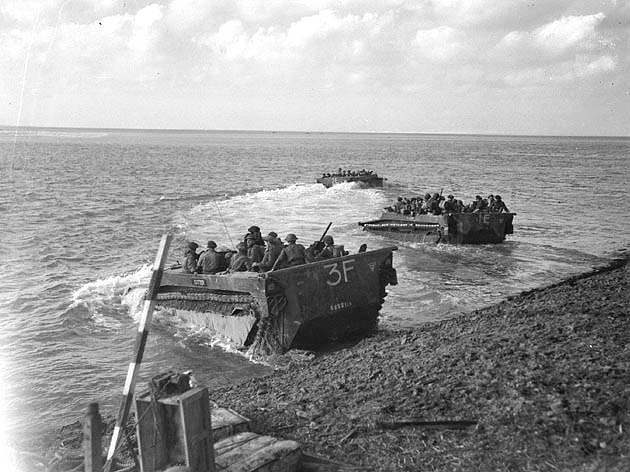
Vehicul amfibiu „Buffalo” transportând trupe canadiene peste Scheldt, Olanda, septembrie 1944.

Divizia I canadiană și Brigada I de tancuri canadiană au luat parte la debarcarea aliată din Sicilia (Operațiunea Husky) de pe 10 iulie 1943 și la debarcarea aliată din Italia din septembrie 1943. Participarea militarilor canadieni la operațiunile din Sicilia și Italia continentală a fost posibilă după hotărârea de mobilizare la luptă a Diviziei I canadiene, încartiruită în Anglia, care nu participase la acțiuni militare active. Guvernul a fost obligat să aprobe participarea la lupte a militarilor canadieni la lupte mai înainte de termenul stabilit inițial, acela al unei invazii în nord-vestul Europei. Trupele canadiene au participat la campania din Italia din momentul declanșării acesteia până la redistribuirea lor în nord-vestul Europei din februarie-martie 1945 (Operațiunea Goldflake).  Până la această ultimă dată, efectivele canadiene crescuseră prin includerea cartierului general al Corpului I canadian și a Diviziei I (Divizia V blindată și o brigadă blindată independentă). Cele mai importante lupte la care au participat militarii canadieni au fost cele pentru forțarea cursului râului Moro, pentru cucerirea orașului Ortona și cele de pe Linia Hitler.
Divizia III canadiană a făcut parte din trupele de invazie care au debarcat pe 6 iunie 1944 pe plaja Juno în cadrul Operațiunii Overlord. Trupele canadiene debarcate au înregistrat peste 50% din pierderile lor în prima oră a atacului. În timpul acțiunilor militare din ziua Z, trupele canadiene au reușit să înainteze cel mai mult în interiorul teritoriului francez decât orice alte unități aliate, în ciuda rezistenței foarte puternice ale trupelor Axei. În timpul primei luni a campaniei din Normandia, trupele canadiene, britanice și poloneze au luptat cu unele dintre cele mai puternice și bine antrenate trupe germane de pe frontul de vest, printre acestea aflându-se Divizia I SS Leibstandarte Adolf Hitler, Divizia a 12-a Panzer Hitlerjugend și Divizia Panzer Lehr.  Trupele canadiene au participat la un șir de operațiuni sângeroase pentru cucerirea orașului-port Caen și la eforturile de luptă Falaise, parte a eforturilor aliate pentru eliberarea Parisului.
Una dintre cele mai importante contribuții canadiene la victoria aliată a fost cea din cadrul bătăliei de pe râul Scheldt (Escaut), la care au participat militarii Corpului II canadian (Divizia II de infanterie, Divizia III de infanterie și Divizia IV blindate). În cadrul corpului canadian erau încadrate și Divizia I blindate poloneză, Brigada I de infanterie belgiană, Brigada de infanterie motorizată olandeză și Divizia 51 de infanterie britanică.
Deși trupele britanice eliberaseră orașul Antwerp, portul orașului nu a putut fi folosit până când nu au fost cucerite și malurile estuarului râului Scheldt, unde germanii dețineau mai multe poziții puternic fortificate. Militarii canadieni au reușit ca după mai multe săptămâni de lupte grele în toamna anului 1944 să curețe estuarul de trupele germane. După această reușită, trupele canadiene și-au schimbat direcția de acțiune spre est, jucând un rol de primă importanță la eliberarea Olandei.
Casa regală olandeză a trăit în exil la Ottawa până când Olanda a fost eliberată. De altfel, prințesa Margriet a Olandei s-a născut în timpul exilului canadian a familiei regale. Prințesa Juliana a Olandei, moștenitoarea tronului, și cele două fiice ale sale, Beatrix și Irene, au trăit în exil în Canada pe toată perioada războiului. În timpul șederii sale în Canada, prințesa Juliana a dat naștere celui de-al treilea său copil. Pentru a asigura noului născut obținerea cetățeniei olandeze, Parlamentul canadian a votat o lege prin care salonul în care a fost găzduită prințesa moștenitoare la Ottawa Civic Hospital i-a fost acordat statului de „extrateritorialitate”. Pe 19 ianuarie 1943 s-a născut prințesa Margriet. A doua zi după nașterea prințesei Margriet, drapelul național al Olandei a fost arborat pe „Turnul Păcii și Victoriei” al parlamentului canadian. Aceasta a fost singura ocazie în care a fost arborat un drapel străin deasupra Parlamentului canadian. Armata I Canadiană a fost cea care a asigurat eliberarea celei mai mari părți a teritoriului Olandei.
Poporul olandez recunoscător a trimis în 1945 în Canada 100.000 de bulbi de lalele, în onoarea soldaților canadieni care au participat la eliberarea țării. Lalele au fost plantate pe Dealul Parlamentului din capitala canadiană.
Prințesa Juliana a fost încântată de atenția acordată de canadieni darului olandez și în 1946 a trimis în nume propriu un dar format din 20.000 de bulbi de lalele, ca expresie a recunoștinței sale pentru ospitalitatea de care a avut parte în Ottawa. Începând din acea perioadă, lalele au devenit un simbol al păcii, libertății și prieteniei între popoare. Capitala Canadei primește anual un dar din partea familiei regale olandeze format din 10.000 de bulbi de lalele.

## Contribuțiile Canadei la efortul aliat de război
Una dintre cele mai importante contribuții ale Canadei la efortul de război al aliaților a fost „Planul de pregătire aeriană al Commonwealthului”, cel mai mare program de pregătire al militarilor forțelor aeriene din istorie. Peste 167.000 de membri ai personalului forțelor aeriene, dintre care aproximativ 50.000 de piloți au fost pregătit în bazele aeriene din Canada din mai 1940 până în martie 1945.
Acest efort a creat o serie de probleme politice în Canada, care au culminat cu „criza recrutărilor” din 1944, a cărei amploare a fost totuși mai mică decât criza similară apărută în timpul Primului Război Mondial.

## Concluzii

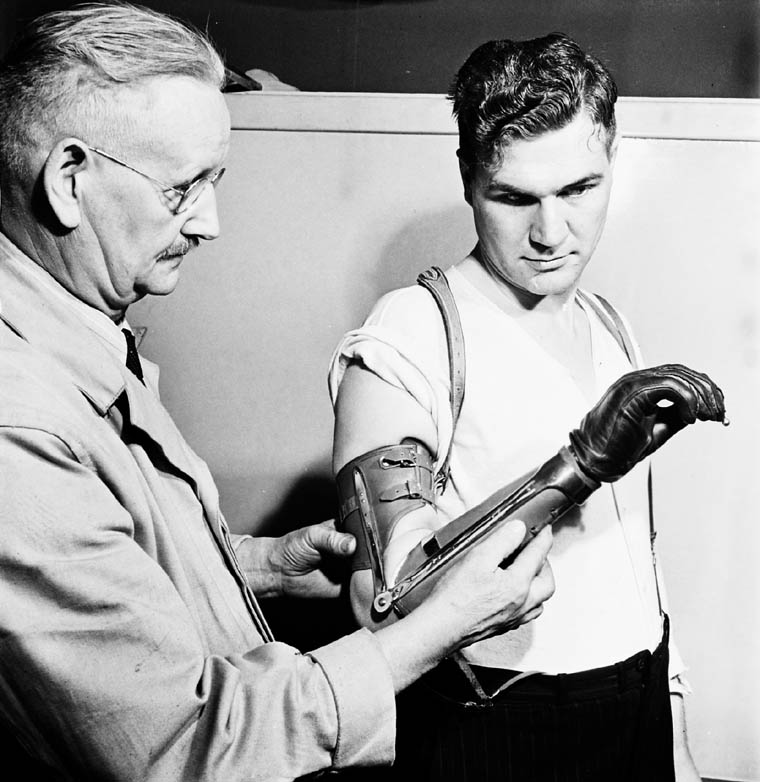
Soldat canadian care se antrenează să folosească o proteză de mână

Aproximativ 1,1 milioane de canadieni au participat la război. Pierderile de vieți omenești din timpul celui de-al doilea război mondial (inclusiv 1.167 de decese ca urmare a rănilor căpătate în timpul luptelor, decese înregistrate până la sfârșitul anului 1947, plus 1.656 marinari ai marinei comerciale) sunt de 46.250  de persoane.
Forțele canadiene au fost prezente pe cele mai importante teatre de luptă și au avut contribuții de primă importanță la victoriile din timpul bătăliei Atlanticului, la campaniile de bombardament asupra Puterilor Axei, la invadarea Siciliei și a Italiei continentale, la debarcarea din Normandia și la eliberarea teritoriului vest european, (cu o mențiune specială pentru Olanda).
Producția de materiale militare, alimente, materii prime și „Planul de pregătire aeriană al Commonwealthului” au fost de cea mai mare importanță pentru victoria Aliaților. Canada, în ciuda unei populații relativ puțin numeroase, deținea cea de-a patra flotă militară la sfârșitul războiului (a treia din rândul aliaților), flotă care a contribuit din plin la victoria în bătălia Atlanticului.
La sfârșitul războiului, Canada se prezenta ca o națiune mai unită, gata să joace un rol de primă importanță pe scena internațională. De asemenea, în timpul războiului, legăturile dintre Canada și Statele Unite ale Americii au devenit mult mai strânse.